# Герцо-Виноградский, Семён Титович
Семён Титович Герцо-Виноградский (1844—1903) — российский журналист, литературный и театральный критик.

## Биография
Родился 1 (13) сентября 1844 года в Бендерах Бессарабской области в дворянской семье.
Учился в Кишинёвской гимназии. В 1865 году был зачислен на 1-й курс юридического факультета Новороссийского университета.
После окончания университета работал судебным следователем и народным учителем. С начала 1870-х годов стал публиковать под псевдонимом Барон Икс в «Одесском вестнике» бойкие и живые фельетоны, доставившие ему известность на юге России; затем появились публикации в «Новороссийском телеграфе».
На его квартире собирались участники революционных кружков и в 1879 году. После ареста, администрация Одессы в лице временного генерал-губернатора графа Тотлебена сочла необходимым сослать его в Восточную Сибирь — в Красноярск. В сентябре 1880 года (после покушения на самоубийство) ему было разрешено переехать в Самару (на «покаяние»). Затем он вернулся в Одессу, где работал сотрудником «Одесского листка». Умер в Одессе 30 июня (13 июля) 1903 года.
В 1879 году были изданы (под псевдонимом) его юмористические стихотворения «Весельчак» (СПб.: тип. Цедербаума и Гольденблюма, 1879. — 19 с.). В 1882 году в Одессе отдельной книгой были напечатаны некоторые беллетристические очерки Герцо-Виноградского. Его критические произведения размещаются и в современных сборниках: Взгляд на деятельность г. Щедрина // Критика 70-х гг. XIX века. — М.: Издательство «Олимп»: Издательство «АСТ», 2002. — (Библиотека русской критики).